# Пітер Оппенгеймер
Пітер Оппенгеймер (англ. Peter Oppenheimer; нар. 1963) — американський фінансист. Член ради директорів банку Goldman Sachs. Колишній старший віцепрезидент та головний фінансовий директор корпорації Apple Inc. (2004—2014).
Провів 18 років в Apple, підпорядковуючись безпосередньо генеральному директору Тіму Куку та працюючи у виконавчому комітеті компанії. На посаді фінансового директора Оппенгеймер курував напрямки контролю, зв'язками з інвесторами, податками, інформаційними системами, внутрішнім аудитом, корпоративним розвитком та людськими ресурсами. Пішов з Apple у 2014 році.

## Життєпис
Закінчив Каліфорнійський політехнічний університет в Сан-Луїс-Обіспо (Каліфорнія), отримавши освітній ступінь у галузі економіки.
У 1988—1992 роках працював консультантом з інформаційних технологій в аудиторській компанії Coopers & Lybrand, LLP (1998 року після злиття компаній Price Waterhouse та Coopers & Lybrand була створена сучасна Pricewaterhouse Coopers). У 1992—1996 роках працював у відділі фінансового директора компанії Automatic Data Processing, Inc. (ADP).
У 1996 році почав працювати в компанії Apple на посаді фінансового контролера по Америці. У 1997 році був призначений віце-президентом та фінансовим контролером світових продажів, а потім піднявся на посаду головного фінансового контролера. 2004 року був призначений фінансовим директором. За час його роботи на цій посаді річний прибуток Apple зріс більш ніж у 20 разів. Пітер керував розробкою чіткої глобальної фінансової стратегії, надійних систем та процедур, а також балансової звітності на найвищому рівні. Під його керівництвом компанія Apple збудувала фінансову команду світового рівня.
На початку березня 2014 року прес-служба корпорації Apple Inc. оголосила, що Пітер Оппенгнймер ухвалив рішення залишити корпорацію і його посади старшого віце-президента та головний фінансового директора обійняв Лука Маестрі. Для поступового переходу Лука Маестрі обійняв посаду в червні 2014 року, але для поступової передачі обов'язків та обміну досвідом Пітер продовжував працювати CFO до кінця вересня 2014 року.
Пітер багато років входить до ради директорів Каліфорнійського політехнічного університету — закладу вищої освіти, де він навчався. У 2015 році Пітер Оппенгеймер та його дружина Мері Бет внесли пожертву готівкою 20 мільйонів доларів Каліфорнійському університету. У 2014 році увійшов до ради директорів банку Goldman Sachs.